# Miss Rio Grande do Norte 2011
Miss Rio Grande do Norte 2011 foi a 55ª edição do tradicional concurso de beleza feminina do Estado, válido para o certame nacional de Miss Brasil 2011, único caminho para o Miss Universo. O concurso contou com a participação de vinte e cinco (25) candidatas em busca do título que pertencia à natalense - porém representante de Serrinha dos Pintos -, Joyce Cristiny de Oliveira, vencedora do título no ano passado. O concurso se realizou no dia 26 de Março em Mossoró  e teve como vitoriosa a Miss Parnamirim, Daliane Menezes.

## Resultados

### Colocações
O concurso deste ano foi realizado no moderno Teatro Municipal Dix-Huit Rosado, em Mossoró.
| Posição                 | Município e Candidata |
| Vencedora               | - Parnamirim - Daliane Menezes |
| 2º. Lugar               | - Mossoró - Catharina Amorim |
| 3º. Lugar               | - Caicó - Natália Clemente |
| 4º. Lugar               | - Ouro Branco - Klendja Lucena |

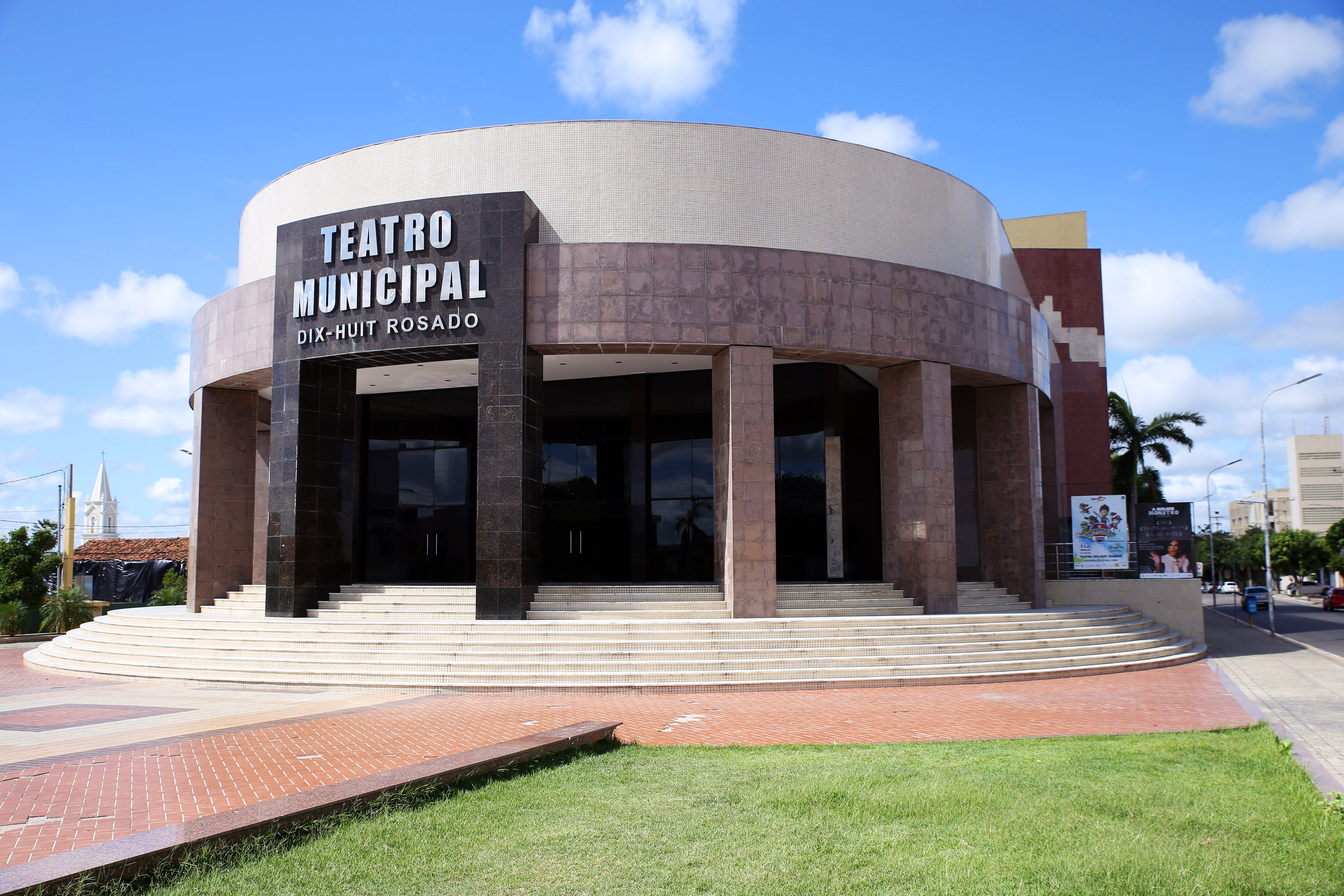
O concurso deste ano foi realizado no moderno Teatro Municipal Dix-Huit Rosado, em Mossoró.

| 5º. Lugar               | - Governador Dix-Sept Rosado - Thaís Araújo |
| (TOP 15) Semifinalistas | - Acari - Juliana Delgado - Areia Branca - Viviane Siqueira - Ceará-Mirim - Klícia Moniz - Goianinha - Késsia Cortes - Guamaré - Taciane Almeida - Natal - Larissa Souza - Pau dos Ferros - Ana Cládia Fídias - São Gonçalo do Amarante - Eduarda Ferraz - Tangará - Thaís Vieira - Tibau - Monique Escóssia |

### Prêmios Especiais
- Os prêmios distribuídos pelo concurso neste ano:[3]

| Prêmio         | Município e Candidata                 |
| Miss Simpatia  | - Macau - Bruna Cabral                |
| Miss Elegância | - Caicó - Natália Clemente            |
| Miss Internet  | - Pau dos Ferros - Ana Claúdia Fídias |

## Jurados

### Final
Ajudaram a eleger a campeã:
1. Arthur Caliman, estilista;
2. Luciano Júnior, jornalista;
3. Seyssa Praxedes, política;
4. Soraya Simonetti, empresária;
5. Débora Lyra, Miss Brasil 2010;
6. Toinho Silveira, colunista social;
7. Lirêda Fernandes, hair stylist;
8. Elizeni Rosado, advogado;
9. Clézia Barreto, dançarina;
10. Luíza Ribeiro, jornalista.
11. Luiz Antônio, joralista;
12. Rita Luzie, empresária;

## Candidatas
Disputaram o título este ano:
| - Acari - Juliana Delgado - Areia Branca - Viviane Siqueira - Caicó - Natália Clemente - Caraúbas - Jéssica Amorim - Ceará-Mirim - Klícia Moniz - Goianinha - Késsia Cortes - Governador Dix-Sept Rosado - Thaís Araújo - Guamaré - Taciane Almeida - Macaíba - Sasla Coutinho | - Macau - Bruna Cabral - Mossoró - Catharina Amorim - Natal - Larissa Souza - Ouro Branco - Klendja Lucena - Parelhas - Maria da Guia - Parnamirim - Daliane Menezes - Pau dos Ferros - Ana Cládia Fídias - Porto do Mangue - Cleilma Almeida | - Santa Cruz - Aline Bezerril - São Gonçalo do Amarante - Eduarda Ferraz - São José do Sabugi - Luíza Medeiros - São Paulo do Potengi - Thandara Castro - Serra do Mel - Paula Márcia - Tangará - Thaís Vieira - Tibau - Monique Escóssia - Várzea - Daniele Luís |